# Jakub Moszoro
Jakub Moszoro (ur. 1846 w Stanisławowie, zm. 1925 we Lwowie) – ksiądz obrządku ormiańskiego, siostrzeniec arcybiskupa Izaaka Mikołaja Isakowicza. 

## Życiorys
Wikariusz katedralny we Lwowie, od 1882 proboszcz w Kutach. Od kwietnia 1901 po śmierci arcybiskupa Isakowicza do lipca 1901 jako administrator diecezji znalazł się w składzie wirylistów na kolejną sesję VII kadencji Sejmu Krajowego Galicji. W 1901 został wikariuszem kapitulnym. W 1922 był prepozytem kapituły ormiańskiej we Lwowie. Kandydował na stanowisko nowego arcybiskupa jednak bez powodzenia. Przez kolejne lata był najbliższym współpracownikiem  arcybiskupa Józefa Teodorowicza. W sierpniu 1922 obchodził 50-lecie kapłaństwa. Z tej okazji otrzymał wtedy przesłane telegraficznie błogosławieństwo od papieża Piusa XI.